# François Leroux
Pour les articles homonymes, voir Leroux.
François Leroux (né le 18 avril 1970 à Sainte-Adèle au Québec) est un joueur professionnel canadien de hockey sur glace,.

## Carrière de joueur
En 1987, il débute avec les Castors de Saint-Jean de la Ligue de hockey junior majeur du Québec. Il est choisi en 1988 au cours du repêchage d'entrée dans la Ligue nationale de hockey par les Oilers d'Edmonton en 1er ronde, en 19e position. Il joue ses premiers matchs dans la LNH la même année. Il passe professionnel en 1990-1991 avec le club école des Oilers du Cap-Breton dans la Ligue américaine de hockey. Il a remporté la Coupe Calder en 1993. Il également porté les couleurs des Sénateurs d'Ottawa, des Penguins de Pittsburgh de 1994 à 1997 et de l'Avalanche du Colorado. En 2001, il part en Europe et passe un an avec les Berlin Capitals dans la DEL, l'élite allemande. De 2004 à 2006, il marque une pause dans sa carrière avant de revenir avec les Summum-Chiefs de Saint-Jean-sur-Richelieu de la LNAH, son club actuel.

## Statistiques
| Saison     | Équipe                                    | Ligue      |     | Saison régulière | Saison régulière | Saison régulière | Saison régulière | Saison régulière |    | Séries éliminatoires | Séries éliminatoires | Séries éliminatoires | Séries éliminatoires | Séries éliminatoires |
| Saison     | Équipe                                    | Ligue      | PJ  | B                | A                | Pts              | Pun              | PJ               | B  | A                    | Pts                  | Pun                  |                      |                      |
| 1987-1988  | Castors de Saint-Jean                     | LHJMQ      | 58  | 3                | 8                | 11               | 143              | 7                | 2  | 0                    | 2                    | 21                   |                      |                      |
| 1988-1989  | Castors de Saint-Jean                     | LHJMQ      | 57  | 8                | 34               | 42               | 185              | --               | -- | --                   | --                   | --                   |                      |                      |
| 1988-1989  | Oilers d'Edmonton                         | LNH        | 2   | 0                | 0                | 0                | 0                | --               | -- | --                   | --                   | --                   |                      |                      |
| 1989-1990  | Tigres de Victoriaville                   | LHJMQ      | 54  | 4                | 33               | 37               | 160              | --               | -- | --                   | --                   | --                   |                      |                      |
| 1989-1990  | Oilers d'Edmonton                         | LNH        | 3   | 0                | 1                | 1                | 0                | --               | -- | --                   | --                   | --                   |                      |                      |
| 1990-1991  | Oilers du Cap-Breton                      | LAH        | 71  | 2                | 7                | 9                | 124              | 4                | 0  | 1                    | 1                    | 19                   |                      |                      |
| 1990-1991  | Oilers d'Edmonton                         | LNH        | 1   | 0                | 2                | 2                | 0                | --               | -- | --                   | --                   | --                   |                      |                      |
| 1991-1992  | Oilers du Cap-Breton                      | LAH        | 61  | 7                | 22               | 29               | 114              | 5                | 0  | 0                    | 0                    | 8                    |                      |                      |
| 1991-1992  | Oilers d'Edmonton                         | LNH        | 4   | 0                | 0                | 0                | 7                | --               | -- | --                   | --                   | --                   |                      |                      |
| 1992-1993  | Oilers du Cap-Breton                      | LAH        | 55  | 10               | 24               | 34               | 139              | 16               | 0  | 5                    | 5                    | 29                   |                      |                      |
| 1992-1993  | Oilers d'Edmonton                         | LNH        | 1   | 0                | 0                | 0                | 4                | --               | -- | --                   | --                   | --                   |                      |                      |
| 1993-1994  | Senators de l'Île-du-Prince-Édouard       | LAH        | 25  | 4                | 6                | 10               | 52               | --               | -- | --                   | --                   | --                   |                      |                      |
| 1993-1994  | Sénateurs d'Ottawa                        | LNH        | 23  | 0                | 1                | 1                | 70               | --               | -- | --                   | --                   | --                   |                      |                      |
| 1994-1995  | Senators de l'Île du Prince Édouard       | LAH        | 45  | 4                | 14               | 18               | 137              | --               | -- | --                   | --                   | --                   |                      |                      |
| 1994-1995  | Penguins de Pittsburgh                    | LNH        | 40  | 0                | 2                | 2                | 114              | 12               | 0  | 2                    | 2                    | 14                   |                      |                      |
| 1995-1996  | Penguins de Pittsburgh                    | LNH        | 66  | 2                | 9                | 11               | 161              | 18               | 1  | 1                    | 2                    | 20                   |                      |                      |
| 1996-1997  | Penguins de Pittsburgh                    | LNH        | 59  | 0                | 3                | 3                | 81               | 3                | 0  | 0                    | 0                    | 0                    |                      |                      |
| 1997-1998  | Avalanche du Colorado                     | LNH        | 50  | 1                | 2                | 3                | 140              | --               | -- | --                   | --                   | --                   |                      |                      |
| 1998-1999  | Griffins de Grand Rapids                  | LIH        | 13  | 1                | 1                | 2                | 22               | --               | -- | --                   | --                   | --                   |                      |                      |
| 1999-2000  | Falcons de Springfield                    | LAH        | 64  | 3                | 6                | 9                | 162              | 5                | 0  | 0                    | 0                    | 2                    |                      |                      |
| 2000-2001  | Falcons de Springfield                    | LAH        | 65  | 4                | 6                | 10               | 180              | --               | -- | --                   | --                   | --                   |                      |                      |
| 2001-2002  | Berlin Capitals                           | DEL        | 56  | 1                | 10               | 11               | 110              | --               | -- | --                   | --                   | --                   |                      |                      |
| 2002-2003  | Penguins de Wilkes-Barre/Scranton         | LAH        | 57  | 1                | 3                | 4                | 124              | --               | -- | --                   | --                   | --                   |                      |                      |
| 2002-2003  | Falcons de Springfield                    | LAH        | 6   | 0                | 0                | 0                | 0                | 6                | 0  | 1                    | 1                    | 2                    |                      |                      |
| 2006-2007  | Summum-Chiefs de Saint-Jean-sur-Richelieu | LNAH       | 12  | 0                | 0                | 0                | 42               | 12               | 0  | 3                    | 3                    | 24                   |                      |                      |
| 2007-2008  | Nailers de Wheeling                       | ECHL       | 28  | 0                | 1                | 1                | 50               | --               | -- | --                   | --                   | --                   |                      |                      |
| 2007-2008  | Summum-Chiefs de Saint-Jean-sur-Richelieu | LNAH       | 20  | 0                | 3                | 3                | 74               | 6                | 1  | 1                    | 2                    | 10                   |                      |                      |
| Totaux LNH | Totaux LNH                                | Totaux LNH | 249 | 3                | 20               | 23               | 577              | 33               | 1  | 3                    | 4                    | 34                   |                      |                      |